# Uno Lindelöf

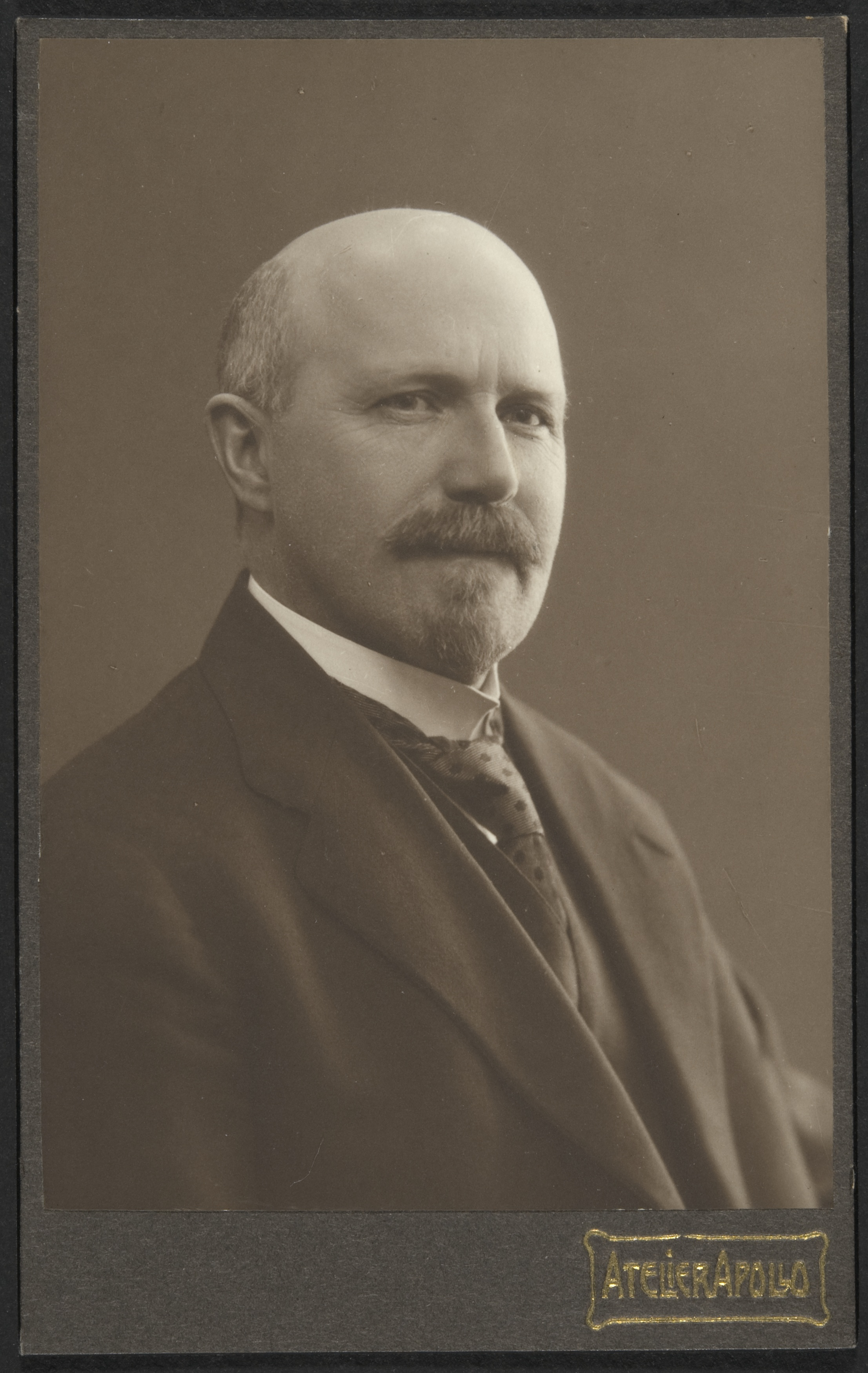
Uno Lindelöf år 1917.

Uno Lorenz Lindelöf, född 30 mars 1868 i Helsingfors, död där 7 februari 1944, var en finländsk filolog; son till Lorenz Lindelöf och bror till Ernst Lindelöf.
Lindelöf blev student 1885 och filosofie doktor 1890. Han studerade 1890–1891 romansk filologi för Gaston Paris och under olika tider engelsk filologi i Oxford, London och Cambridge. År 1892 utnämndes han till docent i germansk filologi vid Helsingfors universitet och 1907 till e.o. professor i engelsk filologi. Han publicerade en mängd arbeten särskilt på den fornengelska dialektforskningens område.
Lindelöf ägnade särskild uppmärksamhet åt skolfrågor, bland annat som ledamot av 1906 års stora skolkommitté. Han var ledamot för adeln vid ståndslantdagarna 1897, 1899, 1900 och 1904 samt, vald av Svenska folkpartiet, av lantdagarna 1909-13, varefter han avböjde återval. Vid alla var han ordförande i kulturutskottet.